# Stilobezzia chaconi
Stilobezzia chaconi är en tvåvingeart som beskrevs av John William Scott Macfie 1938. Stilobezzia chaconi ingår i släktet Stilobezzia och familjen svidknott. Inga underarter finns listade i Catalogue of Life.